# Regato Guadalto
Regato Guadalto este o arie protejată (arie specială de conservare — SAC, sit de importanță comunitară — SCI) din Spania întinsă pe o suprafață de 261,73 ha, integral pe uscat.

## Localizare
Centrul sitului Regato Guadalto este situat la coordonatele 39°26′30″N 6°51′42″W / 39.441667°N 6.861667°V.

## Înființare
Situl Regato Guadalto a fost declarat sit de importanță comunitară în aprilie 1999 pentru a proteja 37 de specii de animale. Situl a fost protejat și ca arie specială de conservare în mai 2015.

## Biodiversitate
Situată în ecoregiunea mediteraneană, aria protejată conține 2 habitate naturale: Tufărișuri termo-mediteraneene și de pre-deșert, Dehesas cu Quercus spp. perene.
La baza desemnării sitului se află mai multe specii protejate:
- păsări (33): lăcar-de-lac (Acrocephalus scirpaceus), pescăruș albastru (Alcedo atthis), rață mare (Anas platyrhynchos), fâsă de luncă (Anthus pratensis), lăstunul mare (Apus apus),  prundaș gulerat mic (Charadrius dubius), barză albă (Ciconia ciconia), cuc (Cuculus canorus), lăstun de casă (Delichon urbica), măcăleandru (Erithacus rubecula), Galerida theklae, becațină comună (Gallinago gallinago), rândunică roșcată (Hirundo daurica), rândunică (Hirundo rustica), sfrâncioc cu cap roșu (Lanius senator), ciocârlie de pădure (Lullula arborea), privighetoare (Luscinia megarhynchos), gaia neagră (Milvus migrans), gaia roșie (Milvus milvus), codobatură galbenă (Motacilla alba), codobatură de munte (Motacilla cinerea), Oenanthe leucura, grangur (Oriolus oriolus), cormoran mare (Phalacrocorax carbo), codroș de munte (Phoenicurus ochruros), pitulice de munte (Phylloscopus collybita), corcodel mare (Podiceps cristatus), silvie cu cap negru (Sylvia atricapilla), silvie de tufiș (Sylvia undata), fluierarul de zăvoi (Tringa ochropus), sturz-cântător (Turdus philomelos), pupăză (Upupa epops), nagâț (Vanellus vanellus)
- mamifere (3): lupul (Canis lupus), vidră de râu (Lutra lutra), râs iberic (Lynx pardinus)
- reptile (1): Mauremys leprosa

Pe lângă speciile protejate, pe teritoriul sitului au mai fost identificate 1 specie de păsări.